# Estrazione testicolare dello sperma
L'estrazione testicolare dello sperma, abbreviato in TEST, (o in inglese testicular sperm extraction, abbreviato in TESE) è una procedura medica che consiste nel prelievo di una piccola porzione di tessuto dal testicolo, in anestesia locale, per estrarre le poche cellule spermatiche vitali presenti allo scopo di compiere una iniezione intracitoplasmatica dello spermatozoo (IICS). L'estrazione testicolare dello sperma viene prescritta agli uomini che non hanno un numero misurabile di spermatozoi durante l'eiaculazione (azoospermia) per via, ad esempio, di insufficienza testicolare primaria, dell'assenza congenita dei vasi deferenti o in seguito a una vasectomia.
Questa procedura chirurgica recupera lo sperma dall'interno dei testicoli se non è stato trovato sperma nell'eiaculato. Le biopsie spermatiche o testicolari vengono congelate per un uso successivo e l'IICS viene utilizzata per la fecondazione. In caso di cancro ai testicoli, il recupero dello sperma può essere eseguito contemporaneamente all'intervento chirurgico.
In caso di azoospermia ostruttiva consente un recupero ottimale dello sperma, adatto anche alla crioconservazione con minima perdita di parenchima. La procedura è raccomandata anche in caso di azoospermia non ostruttiva.
L'iniezione intracitoplasmatica dello spermatozoo (IICS) e l'estrazione testicolare dello sperma (TEST) hanno ridotto la necessità di donatori di seme.